# Marianne Kriel
Marianne Kriel (Sudáfrica, 30 de agosto de 1971) es una nadadora  retirada especializada en pruebas de estilo espalda, donde consiguió ser medallista de bronce olímpica en 1996 en los 100 metros.

## Carrera deportiva
En los Juegos Olímpicos de Atlanta 1996 ganó la medalla de bronce en los 100 metros estilo espalda, con un tiempo de 1:02.12 segundos, tras las estadounidenses Beth Botsford y Whitney Hedgepeth.